# Aleksej Jekimov
Aleksej Ivanovitj Jekimov (russisk: Алексей Иванович Екимов; født 28. februar 1945) er en russisk faststoffysiker og pioner inden for nanomateriale-forskning. Han opdagede halvleder nanokrystaller kendt som kvanteøer i 1981, mens han arbejdede på Vavilov State Optical Institute.
I 2023 modtog Jekimov, Louis E. Brus og Moungi Bawendi nobelprisen i kemi for "opdagelse og syntese af kvanteøer".